# Платоно-Петровка (Азовский район)
Платоно-Петровка — село в Азовском районе Ростовской области.
Входит в состав Новоалександровского сельского поселения.

## География
Расположено в 15 км (по дорогам) юго-восточнее районного центра — города Азова.
Село находится на левом берегу реки Кагальник. В километре к северо-западу от села расположено озеро Пелёнкино.

### Улицы
- пер. Комсомольский
- пер. Островского
- пер. Пеленкина
- пер. Соколова
- ул. Артемовская
- ул. Калинина
- ул. Ленина
- ул. Первомайская
- ул. Речная
- ул. Свободы

## Население
| 1989 | 2002 | 2010 |
| ---- | ---- | ---- |
| 398  | ↗458 | ↘415 |

## Известные жители
В Платоно-Петровке родилась Клавдия Григорьевна Юрко (в девичестве — Бессонова) (30 декабря 1926 — 2 февраля 2011) — передовик советского сельского хозяйства, звеньевая колхоза имени Кагановича Ново-Титаровского района Краснодарского края, Герой Социалистического Труда (1950).

## Достопримечательности
Территория Ростовской области была заселена еще в эпоху неолита. Люди, живущие на древних стоянках и поселениях у рек, занимались в основном собирательством и рыболовством. Степь для скотоводов всех времён была бескрайним пастбищем для домашнего рогатого скота. От тех времен осталось множество курганов с захоронениями  жителей этих мест. Курганы и курганные группы находятся на государственной охране.
Поблизости от территории села Платоно-Петровка Азовского района расположено несколько достопримечательностей – памятников археологии. Они охраняются в соответствии с Федеральным законом от 25.06.2002 N 73-ФЗ "Об объектах культурного наследия (памятниках истории и культуры) народов Российской Федерации", Областным законом от 22.10.2004 N 178-ЗС "Об объектах культурного наследия (памятниках истории и культуры) в Ростовской области", Постановлением Главы администрации РО от 21.02.97 N 51 о принятии на государственную охрану памятников истории и культуры Ростовской области и мерах по их охране и др. 
- Одиночный курган «Платоно – Петровка - 1», находится на северо-востоке села Платоно – Петровки.

- Группа из четырёх курганов «Платоно – Петровка - 2», находится на юго-западе села Платоно – Петровка.

- Группа из трёх курганов «Платоно – Петровка - 3» , находится на расстоянии около 300 метров на юг от села Платоно – Петровка.

- Одиночный курган «Платоно – Петровка - 4» или курган «Житков», находится на расстоянии около 800 метров на юг от села Платоно – Петровки.[4].